# ورزشگاه لینارخوس
ورزشگاه لینارخوس (به اسپانیایی: Estadio Linarejos) با ظرفیت ۱۲٬۰۰۰ نفر یکی از ورزشگاه‌های فوتبال کشور اسپانیا است که در شهر لینارس ایالت اندلس واقع شده‌است. این ورزشگاه در سال ۱۹۵۶ بازگشایی شد و در حال حاضر بازی‌های خانگی باشگاه فوتبال لینارس در آن برگزار می‌گردد.